# Kim Wall (journaliste)
Pour les articles homonymes, voir Kim Wall et Wall.
Kim Isabel Fredrika Wall est une journaliste suédoise indépendante, née le 23 mars 1987 à Trelleborg (Suède) et morte assassinée en août 2017 dans la baie de Køge (Danemark).

## Biographie
Kim Wall naît le 23 mars 1987 à Trelleborg en Suède.
Lycéenne à Malmö puis étudiante en relations internationales à l'université de Lund, elle effectue des études à l'École de journalisme de l'Université Columbia (New York), d'où elle sort diplômée en 2014. Elle est également diplômée en relations internationales de la London School of Economics.

### Carrière journalistique
« J'écris sur les hackers, les arnaqueurs, le vaudou, les vampires, les quartiers chinois, les bombes atomiques, le féminisme » résume Kim Wall en 160 caractères sur le réseau social Twitter.
Elle travaille sur des sujets variés et truculents : la journaliste raconte la grande Histoire à travers des séries de portraits toujours plus inattendus les uns que les autres. « Elle trouvait et racontait des histoires à travers le monde (…). Elle donnait la parole aux personnes faibles, vulnérables et marginalisées » raconte sa mère dans un hommage publié sur sa page Facebook. 
Elle collabore avec The Guardian, le New York Times, Slate, Vice magazine et Foreign Policy, entre autres.
Avec Caterina Clerici, journaliste indépendante comme elle, Kim Wall publie en 2016 sur Libération une série d'articles sur les enjeux du tourisme en Haïti, six ans après le séisme.
Elle devait partir s'installer à Pékin pour étudier la région,, la Chine ayant été un de ses sujets de travail.

## Mort
Le 10 août 2017, elle embarque dans le sous-marin privé UC3 Nautilus avec son inventeur, le Danois Peter Madsen. Elle souhaite réaliser le portrait de ce « savant fou », célèbre dans son pays. 
C'est la dernière fois qu'elle est aperçue vivante.  
Le 21 août 2017, un corps mutilé est aperçu par un cycliste se promenant. Les tests ADN révèlent qu'il s'agit de Kim Wall. En octobre 2017, sa tête et ses jambes sont retrouvées dans deux sacs par des plongeurs dans la baie de Køge, non loin de Copenhague. Selon les procureurs chargés de l'affaire, Kim Wall a été violée dans le sous-marin avant d'être tuée. Le corps de Kim Wall est poignardé de 15 coups de couteau, dont 14 dans le bas-ventre et les parties génitales.

### Enquête
Peter Madsen affirme qu'il a déposé Kim Wall le 10 août, vers 22 h 30, sur la pointe de l'île de Refshaleøen, à Copenhague.
Il avoue plus tard la mort de Kim Wall, provoquée selon lui par un incident survenu à l’intérieur de son sous-marin artisanal. Il nie l'avoir assassinée et est inculpé le 12 août 2017 pour homicide involontaire par négligence.
Le parquet annonce le 25 août son intention de demander la requalification en meurtre des poursuites engagées à son encontre, compte tenu des faits découverts au cours de l'enquête policière.
Le 5 septembre, Madsen déclare à la police que Kim Wall est morte accidentellement à la suite de la chute d'une porte étanche dans le sous-marin. Lors de cette entrevue, il nie être l'auteur des mutilations sur le corps de la journaliste.[réf. nécessaire]
Le 6 octobre 2017, la police danoise ré-examine l'affaire non résolue de Kazuko Toyonaga, une touriste japonaise de 22 ans dont le corps mutilé avait été découvert dans un port de Copenhague en 1986.
Le 30 octobre 2017, Peter Madsen reconnaît avoir découpé le corps de la journaliste.
Le 24 janvier 2018, les procureurs chargés de l'affaire affirment que la journaliste a été violée avant d'être tuée par Madsen,.
Peter Madsen est condamné à la prison à vie le 25 avril 2018.
Le 26 septembre 2018, la Haute Cour de Copenhague confirme la condamnation de Peter Madsen à la réclusion à perpétuité.

### Autres médias
De nombreux médias font le rapprochement avec la série Bron (The Bridge) qui s'ouvre sur la découverte d'un cadavre découpé à la frontière entre le Danemark et la Suède.
L'affaire est mise en scène dans la mini-série L'Affaire Kim Wall.
Documentaire Netflix 2020 (Sundance) d'Emma Sullivan "Crime en eaux profondes" (Into The Deep: The Submarine Murder Case).
Documentaire HBO pour MAX (2022) d'Erin Lee Carr “Undercurrent : The Disappearance of Kim Wall”, d'après “Under The Surface” de la journaliste indépendante Christina Anderson, correspondante du New York Times en Scandinavie.https://www.canalplus.com/decouverte/undercurrent-the-disappearance-of-kim-wall/h/40599435_50889